# Augusto Salazar Bondy
Augusto César Salazar Bondy (Lima, 8 de diciembre de 1925 - Lima, 6 de febrero de 1974) fue un filósofo, educador y periodista peruano.

## Biografía
Augusto Salazar Bondy fue el segundo hijo de Augusto Salazar, natural de Ferreñafe, y de María Bondy, natural de Chimbote. Su hermano mayor fue el escritor Sebastián Salazar Bondy, quien nació un año antes. En 1930, ingresa a estudiar en el Colegio Alemán hasta 1932 y, luego, siguió sus estudios primarios y secundarios en el Colegio San Agustín entre 1933 y 1941.
En 1945, se matriculó en el primer año de Letras de la Universidad Nacional Mayor de San Marcos, siendo paralelamente profesor en el Colegio San Andrés. Estudió filosofía y educación donde quedó marcado por Mariano Iberico, Luis Felipe Alarco, Carlos Cueto Fernandini, Francisco Miró Quesada Cantuarias y Walter Peñaloza.
En 1948, viajó para estudiar en el Colegio de México, donde participó en el seminario de historia del pensamiento hispanoamericano del filósofo español José Gaos, cercano a la fenomenología. Luego, estudió en la Universidad Nacional Autónoma de México junto con Leopoldo Zea.
El 29 de diciembre de 1950, obtuvo el bachillerato en Humanidades con la tesis El saber, la naturaleza y Dios en el pensamiento de Hipólito Unanue. Al año siguiente, viajó a Francia para estudiar en la Escuela Normal Superior de París, con Jean Wahl y Jean Hyppolite. En la Sorbona, asistió al seminario de Gaston Bachelard, interesándose en las ideas de Heidegger, Sartre y Camus. En 1952, viajó por Italia, Suecia, Noruega y Dinamarca y asistió a clases en la Universidad de Múnich.

### Trayectoria profesional
El 13 de agosto de 1953, obtuvo el grado de Doctor en Filosofía con la tesis Ensayo sobre la distinción entre el ser irreal y el ser real, tras lo cual comenzó su carrera como catedrático principal interino en San Marcos: en Letras, fue profesor de Ética; y en Educación, enseñó Pedagogía de la filosofía y de las ciencias sociales.
Fundó el Colegio Cooperativo Alejandro Deustua (de la Federación de Empleados Bancarios). En 1956, participó en la fundación del Movimiento Social Progresista (MSP), junto a su hermano Sebastián, Santiago Agurto Calvo (secretario general), Alberto Ruiz Eldredge, Francisco Moncloa, José Matos Mar, Nicomedes Santa Cruz, Abelardo Oquendo y Jorge Bravo Bresani, entre otros. El movimiento se disolvió en 1962, luego de su fracaso electoral de ese año.
En 1960, ingresó a enseñar filosofía en el Colegio Guadalupe y fue nombrado miembro de la comisión encargada de elaborar el nuevo currículo de la sección doctoral de la Facultad de Educación. Organizó el Departamento de Metodología en la Facultad de Educación.En 1964, fue nombrado presidente de la comisión encargada de organizar la Facultad de Estudios Generales. En octubre del mismo año, asistió al V Seminario de Educación Superior de las Américas en Lawrence, Kansas, donde dirigió las discusiones sobre la creación de Estudios Generales en la Universidad de San Marcos. Participó en la constitución del Instituto de Estudios Peruanos, junto con Julio Cotler y José Matos Mar, entre otros.
En 1970, el gobierno nacionalista del general Juan Velasco Alvarado lo nombró vicepresidente de la Comisión de la Reforma de la Educación y presidente del Consejo Superior de Educación. Fue uno de los ideólogos y gestores de la ideología revolucionaria de ese gobierno, en particular la Reforma Educativa Peruana. Para impulsar esta reforma, partía del siguiente diagnóstico: Nuestra educación ha sido encubridora y alienante, incapaz de promover transformaciones revolucionarias; antes bien, ha sido inmovilizadora y ha estado orientada a mantener el orden de cosas. En 1972, logró la aprobación de la Ley General de Educación (preparada por la Comisión de Reforma Educativa) que sería derogada en el 2.º gobierno del presidente Fernando Belaúnde.

## Vida personal
Estaba casado con la noruega Helen Orvig (1925) a quien conoció en París en una reunión de estudiantes y con quien tuvo varios hijos. Helen Orvig de Salazar llegó a Perú en 1955 y mantuvo su residencia en el país tras la muerte de Salazar Bondy. Intelectual y feminista, en la década de los 80 asumió la dirección del Centro de Documentación de la Mujer, una propuesta informativa y de comunicación que rescató la presencia de las peruanas a lo largo de la historia.

## Pensamiento filosófico
En numerosas de sus obras, en especial en ¿Existe una filosofía en nuestra América?,  Augusto Salazar Bondy sustentó su tesis de que el pensamiento filosófico académico de Latinoamérica carecía de originalidad, al poseer un carácter imitativo y anatópico. La causa de este carácter defectivo del pensamiento académico residía, según Augusto Salazar Bondy, en la dominación económica e ideológica que sufría la región.
Augusto Salazar Bondy propuso la constitución de una filosofía de la liberación que profundizara en el estudio de las causas de la dependencia y coadjutor a una verdadera independencia.
En su obra Para una filosofía del valor, combinó las metodologías de la filosofía fenomenológica y el análisis lingüístico en el estudio del valor (tanto moral como estético). Se enfrentó al subjetivismo, para el cual la fuente de las valoraciones no es más que el sentimiento subjetivo de aquel que realiza el juicio; pero tampoco defendió un objetivismo, según el cual la validez de los valores estriba en ciertas cualidades propias del objeto valorado. ASB propuso una alternativa de corte trascendental, sosteniendo que el valor es condición de posibilidad de la praxis humana.

### Etapa formativa (1945-1961)
Esta etapa está marcada por los estudios universitarios que realizó en la Universidad Nacional Mayor de San Marcos, donde recibió influencias de Walter Peñaloza, Carlos Cueto Fernandini, Mariano Iberico y en especial de Francisco Miró Quesada Cantuarias. Primeros artículos: Tendencias contemporáneas de la filosofía moral británica, que posteriormente será editado en el libro Para una filosofía del valor.
Otra influencia filosófica serían los seminarios en París sobre Gastón Bachelard - contenido posteriormente publicado en el artículo La epistemología de Gastón Bachelard.

### Etapa de madurez (1961 - 1968)
Empieza a cuestionar y a criticar la filosofía desarrollada tanto en el Perú como en toda América. En esta etapa se preocupó especialmente por la búsqueda de una historia del pensamiento peruano influenciado por la cultura extranjera. Al final de esta etapa, escribe un discurso de despedida en la Universidad de Kansas en Lawrence ( USA ) al finalizar sus clases como profesor visitante en 1968 titulada Sentido del Pensamiento Filosófico Hispanoamericano cuyo contenido, sería la primera versión del libro publicado en 1969 ¿Existe una filosofía de nuestra América? denunciando la dependencia y la dominación de los poderes económicos desde los de la metrópoli España hasta los de EE. UU.

### Etapa de la filosofía de la liberación (1968 - 1974)
Salazar desde finales de 1969 hasta su muerte asume la Reforma de la Educación y realiza numerosos apuntes sobre filosofía y educación intentando renovar la antropología filosófica con su obra inacabada Antropología de la dominación: 281s  dedicándose a tres líneas de investigación: a la reflexión sobre la dominación y la liberación, a la consideración renovada sobre la cultura y la filosofía de la dominación y al planteo de estrategias que permitieran superar la dominación.
Entiende la filosofía de la liberación "como una filosofía tercermundista que debía superar a la filosofía procedente de los centros de poder y a la de dominación surgida en los países dominados". : 17 
En 1973 participó en un seminario de preparación de alfabetizadores del programa ALFIN de la reforma educativa y de allí viajó a una reunión de Unesco en Hamburgo. Durante este viaje empezó a escribir las primeras páginas que constituyeron el libro Bartolomé o de la dominación.
También es publicada de manera póstuma La educación del hombre nuevo, donde plantea que la reforma educativa que intenta conciliar tanto la técnica con el humanismo, una educación basada en la educación para el trabajo y posteriormente en educación para la transformación de la sociedad conformando las bases de la nacionalidad auténtica.
En 1995, veinte años después de su muerte, la Universidad Nacional de San Marcos publica la obra Dominación y liberación - Escritos 1966-1974, con la edición de Helen Orvig y David Sobrevilla recogiendo la obra de Salazar Bondy. En el prólogo Helen Orvig lamenta el olvido durante veinte años del pensamiento del filósofo y educador apuntando a la resistencia del gran poder económico y el desgaste de la política del General Juan Velasco Alvarado como elementos que han propiciado el olvido.

## Publicaciones
- La filosofía en el Perú. Panorama histórico (Philosophy in Perú: A Historical Study). Washington: Unión Panamericana, 1954.
- Ensayos escogidos de Manuel González Prada. Lima: Patronato del Libro Peruano, 1956.
- Valor y estética, Literatura (Lima), No. 3
- Filosofía marxista en Merleau-Ponty, Estudio (Lima), No. 2
- Bases para un socialismo humanista peruano (producido inicialmente para el MSP, fue luego reproducido en Entre Escila y Caribdis)
- Tendencias contemporáneas de la filosofía moral británica;
- Introducción a la filosofía en Manual de filosofía Vol. II, Lima, Santa Rosa, 1961.
- Las tendencias filosóficas en el Perú. Cultura Peruana, Lima: San Marcos, 1962.
- Historia de las ideas en el Perú contemporáneo. Lima: Moncloa, 1965.
- ¿Qué es filosofía?, Lima: Vilock, 1967.
- ¿Existe una filosofía en nuestra América?, México: Siglo XXI, 1968;
- La cultura de la dominación en Perú Problema, Lima, Moncloa, 1968;
- Entre Escila y Caribdis. Reflexiones sobre la vida peruana, Lima, Casa de la Cultura del Perú, 1969;
- Para una filosofía del valor, Santiago de Chile: Editorial Universitaria, 1971;
- Filosofía y alienación ideológica en José Matos Mar (Ed.), Perú Hoy. México: Siglo XXI, 1971.
- Filosofía de la dominación y filosofía de la liberación en Stromata, Universidad del Salvador (Arg.), Año XXIX, No. 4.
- El reto del Perú en la perspectiva del tercer mundo (en coautoría con Francisco Sagasti y Jorge Bravo Bresani). Lima: Moncloa - Campodónico Editores Asociados, 1972;
- La Educación del Hombre Nuevo. La reforma educativa peruana. Buenos Aires: Paidós, 1975.
- Bartolomé o de la dominación, Lima: Ediciones Peisa, 1977.
- Dominación y liberación - Escritos 1966-1974. Orvig, Helen; Sobrevilla, David  (eds.). Lima: Fondo Editorial de la Facultad de Letras y Ciencias Humanas. Universidad Nacional Mayor de San Marcos, 1995.

## Premios y reconocimientos
- Premio Nacional "Alejandro Deustua" (1951)
- Premio Nacional de Ensayo "Manuel González Prada" (1954)
- Premio Nacional de Fomento a la Cultura "Alejandro Deustua" por su libro "Historia de las ideas en el Perú contemporáneo" (1966)[2]